# Elaphoglossum boragineum
Elaphoglossum boragineum är en träjonväxtart som först beskrevs av Sod., och fick sitt nu gällande namn av Hermann Christ. Elaphoglossum boragineum ingår i släktet Elaphoglossum och familjen Dryopteridaceae. Inga underarter finns listade.